# Hermann Dietrich (Politiker, 1856)

Hermann Dietrich

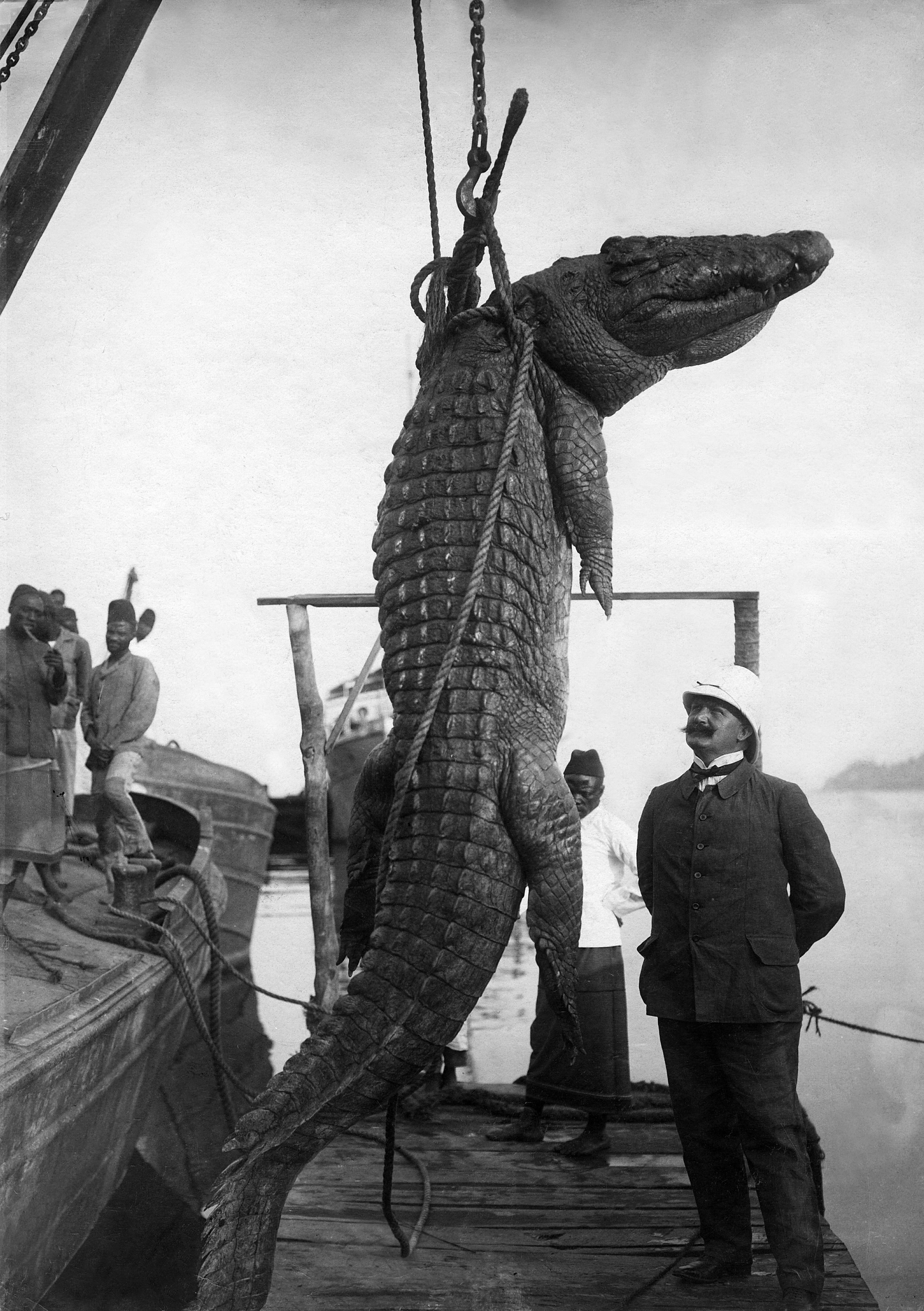
Dietrich mit erlegtem Krokodil (1906)

Hermann Adolph Christian Dietrich (* 11. Mai 1856 in Schmargendorf; † 5. Juli 1930 auf dem Rittergut Metzelthin bei Templin) war ein deutscher Politiker der Deutschnationalen Volkspartei.

## Leben
Hermann Dietrich studierte Rechtswissenschaft an der Universität Jena. 1876 wurde er im Corps Guestphalia Jena aktiv. Er wechselte an die Ruprecht-Karls-Universität Heidelberg und wurde noch im selben Jahr auch Mitglied des Corps Saxo-Borussia Heidelberg. Als Inaktiver ging er an die Friedrich-Wilhelms-Universität zu Berlin. Nach dem Studium war er zunächst Referendar im preußischen Justizdienst. Er war ab 1882 Rechtsanwalt und Notar, ab 1891 in Prenzlau.
Von 1899 bis 1918 war er als Vertreter des Wahlkreises Regierungsbezirk Potsdam 3 (Templin–Ruppin) für die Deutschkonservative Partei Mitglied des Preußischen Abgeordnetenhauses und des Reichstags.
Hermann Dietrich war bis 1924 stellvertretender Vorsitzender der von ihm mitbegründeten Deutschnationalen Volkspartei. Für sie saß er in der Weimarer Nationalversammlung und bis 1928 im Reichstag (Weimarer Republik). Zudem war er Vizepräsident der Weimarer Nationalversammlung und bis 1924 Vizepräsident des Reichstages.
Von 1910 bis 1926 war er Vorsitzender des Generalverbandes der Deutschen Raiffeisengenossenschaften und von 1918 bis 1929 Mitglied des Aufsichtsräte der Ostdeutschen Privatbank AG, der Allianz und Stuttgarter Lebensversicherungsbank AG und der Deutschen Rentenbank-Kreditanstalt. Er war weiter Mitglied des Vorläufigen Reichswirtschaftsrates.
Hermann Dietrich wurde am 1. November 1918 zum Ehrenbürger der Stadt Prenzlau ernannt.
Er war verheiratet mit Ida Frowein und verwandt mit Max Dietrich (Bruder) und Marlene Dietrich (Nichte).